# Paraliteratura
La paraliteratura és un terme que es refereix als relats que segueixen un model que mitjançant recursos típics no es causa que el lector reaccione reflexionant de manera crítica. Sol estar lligada a la literatura de gènere. Es contrasta amb la literatura canònica.
La literatura juvenil comercial sol tindre elements típics de la paraliteratura. A més la literatura vanguardista conté elements de la paraliteratura.
Es caracteritza per no presentar gran dificultat per a la seua lectura, centrar-se a imposar emocions al lector de manera visceral i en cridar-li l'atenció. S'ha arribat a utilitzar la paraliteratura per a la finalitat de transmetre uns determinats valors. La filologa catalana, especialista en literatura juvenirl Gemma Lluch proposà que en compte de rebutjar la paraliteratura, s'ha d'implicar a fer que els joves siguen capaços d'analitzar-la críticament.